# 瓦亭镇
瓦亭镇，是中华人民共和国河南省南阳市内乡县下辖的一个乡镇级行政单位。

## 行政区划
瓦亭镇下辖以下地区：
周家村、闫湾村、杨河村、杨沟村、罗沟村、瓦亭村、魏河村、石营村、温岗村、薛岗村、庞集村、药山村、春景村、袁沟村、山南村和袁营村。